# Unnao (miasto)
Unnao (hindi उन्नाव) – miasto w północnych Indiach w stanie Uttar Pradesh, na Nizinie Hindustańskiej.
Populacja miasta w 2001 roku wynosiła 144 917 mieszkańców.
Miasto jest ośrodkiem handlowym regionu rolniczego.